# Chlorophytum petraeum
Chlorophytum petraeum är en sparrisväxtart som beskrevs av Inger Nordal och Mats Thulin. Chlorophytum petraeum ingår i släktet ampelliljor, och familjen sparrisväxter. Inga underarter finns listade i Catalogue of Life.